# Ivan Ivanov-Vano
Ivan Ivanov-Vano (ryska: Иван Иванов-Вано), född 8 februari 1900 i Moskva, död 25 mars 1987, var en rysk-sovjetisk regissör av tecknad film. 
Han utbildades vid konsthögskolan VChUTEMAS på 1920-talet och började göra tecknad film, inledningsvis kortfilmer som entusiast, men med tiden även påkostade långfilmer. Tidigare hade sovjetisk tecknad film främst bestått av rena propagandafilmer, men under 1930-talet började utrymme ges för andra idéer, vilket Ivanov-Vano tog fasta på. Den höga status han uppnådde gav honom smeknamnet "patriarken av sovjetisk animation". Han arbetade även som lärare i animerad film vid Allryska statliga kinematografiska institutet.

## Filmer i urval
- Senka-afrikanets (1927)
- Blek end uajt (Beloje i tjornoje) (1932)
- Stampe - den puckelryggiga hästen (Konjok-Gorbunok) (1948)
- Snegurotjka (1952)
- Dvenadtsat mesiatsev (1956
- V nekotorom tsarstve (1958)
- Pinocchios äventyr (Prikljutjenija Buratino) (1960)
- Levsja (1964)
- Podi tuda, ne znaju kuda (1966)
- Setja pri Kerzjentse (1971)
- Trollhästen (Konjok-Gorbunok) (1976) - nyinspelning av Stampe - den puckelryggiga hästen
- Sagan om tsar Saltan (Skazka o tsare Saltane) (1984)